# Prasinohaema
Prasinohaema es un género de lagartos perteneciente a la familia Scincidae. Se distribuyen por Nueva Guinea y el archipiélago de las islas Salomón.

## Especies
Según The Reptile Database:
- Prasinohaema flavipes (Parker, 1936)
- Prasinohaema parkeri (Smith, 1937)
- Prasinohaema prehensicauda (Loveridge, 1945)
- Prasinohaema semoni (Oudemans, 1894)
- Prasinohaema virens (Peters, 1881)